# Пайа, Грете
Гре́те Па́йа (эст. Grete Paia, 27 августа 1995, г. Курессааре, Эстония) — эстонская певица и автор песен. Известна по участию в национальных конкурсах Eesti Laul 2013, Eesti Laul 2016 и Eesti Laul 2019.

## Начало жизни
Грете Пайа родилась 27 августа 1995 года в городе Курессааре, Эстония, на острове Сааремаа. Закончила гимназию в Курессааре.

## Карьера
13 декабря 2012 года Грете Пайа приняла участие на национальном отборе на конкурс песни Евровидение Eesti Laul 2013 с песней «Päästke noored hinged» («Спаси душу в молодости»). Он выступила в 1-м полуфинале, 16 февраля 2013 года, под 7-м номером. Выяснилось, что жюри её поставили на 6-е место, а а телезрители — на 1-е, в сумме она заняла 3-е место в 1-м полуфинале.
В финале, состоявшемся 2 марта 2013 года, Пайа выступила последней. Жюри поставили её на 5-е место, телезрители — на 1-е, в сумме она заняла 2-е место и попала в суперфинал. В суперфинале она заняла также 2-е место, уступив Биргит Ыйгемеэль с песней «Et uus saaks alguse».
5 ноября 2015 года было объявлено, что Грете Пайа примет участие на Eesti Laul 2016 с песней «Stories Untold») («Несказанные истории»). Она заняла 7-е место в финале.
1 декабря 2018 года было объявлено, что Грете Пайа примет участие на Eesti Laul 2019 с песней «Kui isegi kaotan» («Если я даже проиграю»). Ей не удалось пройти в финал.